# San Pascual (kommun i Spanien)
San Pascual är en kommun i Spanien.   Den ligger i provinsen Provincia de Ávila och regionen Kastilien och Leon, i den centrala delen av landet, 100 km nordväst om huvudstaden Madrid. Arean är 18,6 kvadratkilometer.
Terrängen i San Pascual är platt.